# Busuu jezik
Busuu jezik (ISO 639-3: bju; awa, furu), nigersko-kongoanski jezik uže južnobantoidne skupine, kojim se služio narod Furu u kamerunskoj provinciji Northwest. Njime govori još svega 8 pripadnika plemena Furu (Breton 1986.) u selima Furu-Awa i Furu-Nangwa, a ostali se danas služe Jukunskim [jbu].

## Vanjske poveznice
- Ethnologue (14th)
- Ethnologue (15th)
- The Busuu Language